# Saint-Loup-sur-Aujon
Saint-Loup-sur-Aujon ist eine französische Gemeinde mit 129 Einwohnern (Stand 1. Januar 2022) im Département Haute-Marne in der Region Grand Est. Sie gehört zum Kanton Villegusien-le-Lac und zum Arrondissement Langres. 

## Lage
Die Gemeinde liegt am namengebenden Fluss Aujon. Sie ist umgeben von folgenden Nachbargemeinden:
| Giey-sur-Aujon |                                             | Ternat       |
|                | Kompassrose, die auf Nachbargemeinden zeigt | Vauxbons     |
| Arbot          | Bay-sur-Aube                                | Rochetaillée |

## Bevölkerungsentwicklung
| Jahr                       | 1962 | 1968 | 1975 | 1982 | 1990 | 1999 | 2008 | 2019 |
| -------------------------- | ---- | ---- | ---- | ---- | ---- | ---- | ---- | ---- |
| Einwohner                  | 197  | 166  | 178  | 196  | 180  | 144  | 166  | 129  |
| Quellen: Cassini und INSEE |      |      |      |      |      |      |      |      |